# Tokyo MX
Tokyo Metropolitan Television Broadcasting Corporation (東京メトロポリタンテレビジョン株式会社, Tōkyō Metoroporitan Terebijon Kabushiki Kaisha, Tokyo MX) is een televisiezender in Tokio, Japan. Het is de enige televisiezender die enkel de stad Tokio bedient. De televisiezender concurreert met Nippon Television, TV Asahi, NHK, Tokyo Broadcasting System, TV Tokyo en Fuji Television. Tokyo MX werd opgericht op 30 april 1993 en uitzendingen begonnen op 1 november 1995.

## Geschiedenis
Op 30 april 1993 werd door een groep geleid door Tetsuo Fujimori, een voormalig werknemer van de Daiichi Kogyo Bank (nu bekend als de Mizuho Bank), de Tokyo Metropolitan Television Broadcasting Corporation opgericht. Tokyo MX werd hiermee de vijfde commerciële televisiezender die een licentie had voor Tokio. De zender ontving haar licentie op 13 oktober 1995 en begon met testuitzendingen twee dagen later onder de naam MX-TV. Op 1 november 1995 om 18:00 JST met uitzenden, nadat de veertien uur hiervoor naar dit moment werd afgeteld.
Op 12 december 2000 veranderde MX-TV haar naam naar Tokyo MX Television (東京MXテレビ, Tōkyō MX Terebi). De televisiezender was vanaf 1 december 2003 digitaal te ontvangen. In juli 2006 veranderde de naam van de zender nogmaals, ditmaal naar Tokyo MX. Deze naam wordt nog steeds gebruikt.
Tokyo MX stopte met het uitzenden van een analoog signaal op 24 juli 2011. Ruim een jaar later op 27 augustus 2012 startte men het uitzenden via de Tokyo Skytree. De zender gebruikte voor deze tijd de Tokyo Tower voor haar uitzendingen. Het uitzenden vanaf de Tower werd gestopt op 12 mei 2013.
De zender vierde zijn twintigjarig bestaan op 1 november 2015.